# Гусево (Бежаницкий район)
Гусево — деревня на юго-востоке Бежаницкого района Псковской области. Входит в состав сельского поселения Бежаницкая волость.
Расположена в 14 км к югу от райцентра Бежаницы, в 5 км южнее деревни Аполье.
Численность населения деревни составляет 12 жителей (2000 год).
До 2005 года входила в состав ныне упразднённой Аполинской волости.